# Comité Olímpico Nacional Togolés
El Comité Olímpico Nacional Togolés es el Comité Nacional Olímpico de Togo, fundado en 1963 y reconocido por el COI desde 1965.